# Südliche Cheyenne
Die Südlichen Cheyenne sind eine Gruppe nordamerikanischer Indianer aus dem Volk der Cheyenne. Sie lebten am Arkansas River und waren mit den Comanche verbündet. Den Kiowa standen sie bis etwa 1840 feindlich gegenüber, anschließend verbündeten sie sich mit ihnen gegen andere Stämme und gegen die Weißen. 1865, also nach dem Sezessionskrieg, läuteten sie die Indianerkriege des 19. Jahrhunderts gegen die Weißen ein. 1878 waren sie aufgrund einer Cholera-Epidemie (1849) und aufgrund des Krieges gegen die Weißen beinahe ausgerottet.
In der Mitte des 19. Jahrhunderts wurde Black Kettle Häuptling der Südlichen Cheyenne. Er stand den Weißen friedlich gegenüber. Black Kettle verband eine innige Freundschaft mit dem weißen Pelzhändler William Bent. Bent hatte vor Jahren zwei Cheyenne das Leben gerettet, war vom Stamm aufgenommen worden und heiratete eine Cheyenne-Frau. Deren Sohn, George Bent, besuchte die Schule der Weißen, lebte allerdings lange Jahre bei den Cheyenne. Er übersetzte bei zahlreichen Verhandlungen und schrieb die Geschichte des Stammes nieder. William Bent errichtete mit seinem Bruder Charles und einem Partner 1833 am Arkansas River den ersten Handelsposten Bent’s Fort im Gebiet der Cheyenne.
In den 1860er Jahren wurde dieser Stamm des Öfteren vom amerikanischen Militär angegriffen und vernichtend geschlagen. Ihrem Häuptling Black Kettle wurde vom damaligen amerikanischen Präsidenten versichert, dass sein Volk vor Aggressionen durch Weiße verschont bliebe, wenn er eine amerikanische Flagge auf seinem Tipi hissen würde. Diese Geste Black Kettles verschonte sein Volk jedoch nicht vor dem brutalen Überfall der sogenannten „Colorado Freiwilligen Miliz“ unter der Führung von Colonel Chivington, die 1864 das noch schlafende Dorf angriff und ca. 200 Männer, Frauen und Kinder auf brutalste Art und Weise umbrachten und später ihre menschlichen Trophäen aufgepflanzt auf indianischen Lanzen oder auf Säbeln in der Stadt, aus der sie kamen, wie in einem Triumphzug präsentierten. Dieses als Sand-Creek-Massaker bekannte Ereignis überlebten nur wenige Cheyenne. Selbst Kinder und schwangere Frauen waren unter den 150 Toten (Black Kettle, George Bent und andere überlebten das Massaker, da sie sich am Flussufer in den Sand eingruben). 
Black Kettle war ein Mann des Friedens, der den Krieg verachtete. Gerade dieser Umstand führte dazu, dass die jungen Krieger ihn für schwach hielten. Daraufhin löste sich eine Gruppe von Hundekriegern (Dog Soldiers) vom Stamm los, um einen Guerillakrieg gegen das weiße Militär zu führen. Black Kettle machte sich mit den alten Männern, Frauen und Kindern auf, um Schutz bei einem Fort zu suchen. Am Washita River lauerte General George Armstrong Custer bereits auf die Indianer. Custer und seine Männer töteten alle Cheyenne. Auch Häuptling Black Kettle, der Custer mit einer weißen Fahne entgegengekommen war, wurde durch zwei Schüsse niedergestreckt.
Den Überlebenden der Südlichen Cheyenne wurde 1867 ein Reservat in Oklahoma zugewiesen, wobei Krieger bis 1875 immer wieder ausbrachen.